# Università di Wuhan
L'Università di Wuhan (武汉大学, 武漢大學, pinyin:Wǔhàn Dàxué; nota come 武大, pinyin: Wǔdà) è un'università principale gestita direttamente dal Ministero della Pubblica Istruzione della Repubblica popolare cinese. Ha sede a Wuhan, capitale della provincia di Hubei.
L'Università iniziò come Istituto di Ziqiang (自强学堂, 自強學堂, pinyin: Zìqiáng xuétáng), fondato nel 1893 da Zhang Zhidong, governatore di Hubei e della provincia di Hunan durante la Dinastia Qing.